# Lombardei-Rundfahrt 2014
Die 108. Lombardei-Rundfahrt war ein italienisches eintägiges Straßenradrennen in der Lombardei. Es fand am 5. Oktober 2014 und ging über eine Distanz von 260 km. Es war das vorletzte Rennen  der UCI WorldTour 2014. Im Gegensatz zu den letzten Austragungen startete das Rennen in Como und endete in Bergamo. Daniel Martin gewann das Rennen vor Alejandro Valverde und Rui Costa.

## Teilnehmende Mannschaften
Neben den automatisch startberechtigten 18 UCI WorldTeams wurden sieben UCI Professional Continental Teams eingeladen.
Diesen 7 Teams wurde eine Wildcard gegeben:
| Name (UCI Code)                    | Nationalität |
| ---------------------------------- | ------------ |
| Neri Sottoli (NSK)                 | Italien      |
| Androni Giocattoli-Venezuela (ANS) | Italien      |
| Bardiani CSF (BCF)                 | Italien      |
| Colombia (COL)                     | Kolumbien    |
| Team NetApp-Endura (BOH)           | Deutschland  |
| IAM Cycling (IAM)                  | Schweiz      |
| Caja Rural-Seguros RGA (CJR)       | Spanien      |

## Ergebnis
| Platz | Fahrer             | Nation | Team             | Zeit         | WorldTour- Punkte |
| ----- | ------------------ | ------ | ---------------- | ------------ | ----------------- |
| 01.   | Daniel Martin      | IRL    | Garmin Sharp     | 6:25:33 h    | 100               |
| 02.   | Alejandro Valverde | ESP    | Movistar Team    | + 1"         | 080               |
| 03.   | Rui Costa          | POR    | Lampre-Merida    | gleiche Zeit | 070               |
| 04.   | Tim Wellens        | BEL    | Lotto Belisol    | gleiche Zeit | 060               |
| 05.   | Samuel Sánchez     | ESP    | BMC Racing Team  | gleiche Zeit | 050               |
| 06.   | Michael Albasini   | CHE    | Orica GreenEdge  | gleiche Zeit | 040               |
| 07.   | Philippe Gilbert   | BEL    | BMC Racing Team  | gleiche Zeit | 030               |
| 08.   | Joaquim Rodríguez  | ESP    | Team Katusha     | gleiche Zeit | 020               |
| 09.   | Fabio Aru          | ITA    | Astana Pro Team  | gleiche Zeit | 010               |
| 10.   | Rinaldo Nocentini  | ITA    | AG2R La Mondiale | + 14"        | 004               |